# Miscibilidad

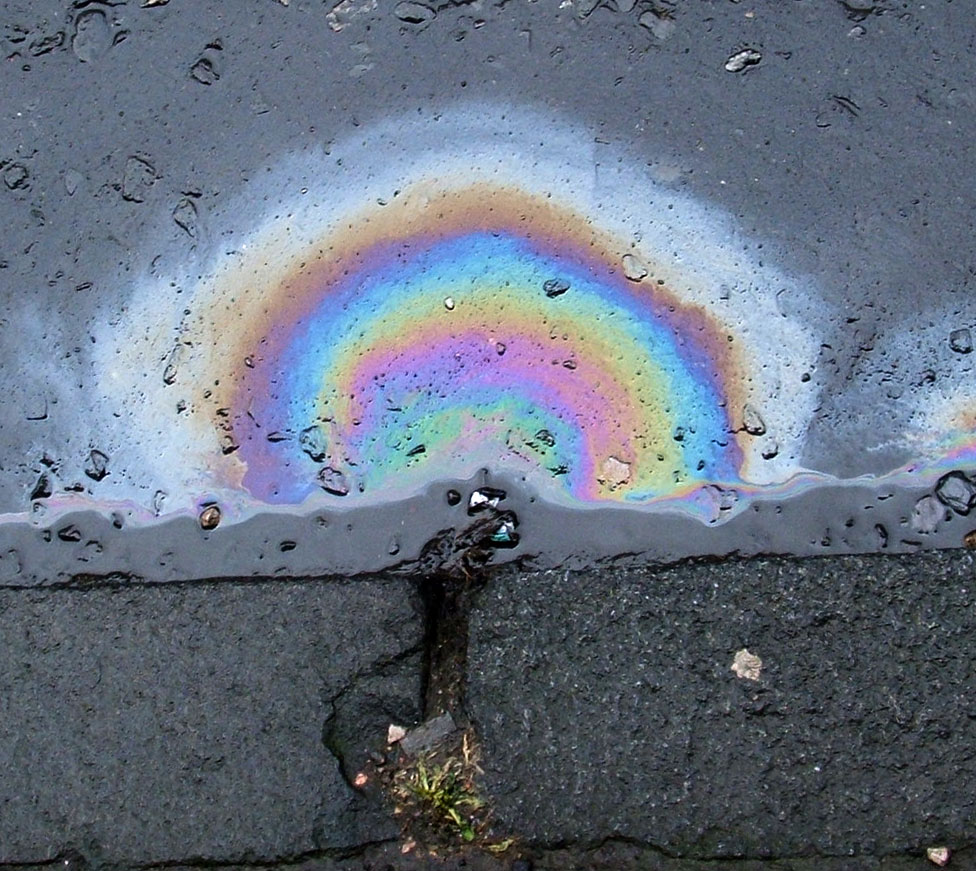
El gasóleo es inmiscible en agua. El patrón iridiscente es el resultado de una interferencia óptica de la fina capa que se forma al no mezclarse ambos de los compuestos cuando le incide la luz.

Miscibilidad es un término usado en química que se refiere a la propiedad de algunos líquidos para mezclarse en cualquier proporción, formando una disolución. En principio, el término es también aplicado a otras fases (sólidos, gases), pero se emplea más a menudo para referirse a la solubilidad de un líquido en otro. El agua y el etanol (alcohol etílico), por ejemplo, son miscibles en cualquier proporción.
Por el contrario, se dice que las sustancias son inmiscibles si en alguna proporción no son capaces de formar una fase homogénea. Por ejemplo, el éter etílico es en cierta medida soluble en agua, pero a estos dos solventes no se les considera miscibles dado que no son solubles en todas las proporciones.

## Compuestos orgánicos
En los compuestos orgánicos, el porcentaje del peso de la cadena de hidrocarburos con frecuencia determina la miscibilidad del compuesto con agua. Por ejemplo, entre los alcoholes, el etanol tiene dos átomos de carbono y es miscible con agua, mientras que el 1-octanol (C8H18O) no lo es. Este es también el caso de los lípidos; las largas cadenas que caracterizan a los lípidos son la causa de que estos casi siempre sean inmiscibles con agua. Algo similar ocurre con otros grupos funcionales. El ácido acético es miscible con agua, y en la situación contraria se encuentra el ácido valérico (C5H10O2). Los aldehídos simples y las cetonas tienden a ser miscibles con agua, ya que un puente de hidrógeno se puede formar entre el átomo de hidrógeno de una molécula de agua y el par de electrones del átomo de oxígeno carbonilo.

## Metales
Los metales inmiscibles no pueden formar aleaciones. Típicamente, una mezcla será posible en el estado de fundición, pero al congelar los metales estos se separan en capas. Esta propiedad permite la formación de precipitados sólidos por medio de la congelación rápida de una mezcla fundida de metales inmiscibles. Un ejemplo de inmiscibilidad en metales son el cobre y el cobalto, en los cuales el congelamiento rápido para formar precipitados sólidos ha sido usado para crear materiales granulares GMR (véase Magnetorresistencia gigante).

## Efecto de la entropía
La miscibilidad es parcialmente una función de la entropía, y por lo tanto se observa más comúnmente en los estados de la materia que poseen más entropía. Los gases se mezclan con bastante facilidad, pero los sólidos raramente son miscibles. Dos excepciones notables a esta regla son las soluciones sólidas de cobre con níquel (el cuproníquel resultante es usado para la fabricación de monedas y tuberías), y las de silicio con germanio usadas en electrónica. Las sustancias con entropía configuracional extremadamente baja, los polímeros especialmente, tienen poca probabilidad de ser miscibles entre sí incluso en el estado líquido. Dos sustancias son miscibles si la mezcla tiene como resultado una menor energía libre que cada uno de los componentes por separado.

## Determinación
La miscibilidad de dos materiales con frecuencia se puede determinar ópticamente. Cuando dos líquidos miscibles son combinados, el líquido resultante es claro. Si la mezcla tiene un aspecto turbio entonces los dos materiales son inmiscibles. Se debe tener cuidado al hacer esta determinación. Si el índice de refracción de dos materiales es similar, la mezcla puede lucir clara aunque se trate de una mezcla inmiscible.